# Kolán
A kolán a szteroidok közé tartozó szénhidrogén, az epesavak alapvegyülete. Két sztereoizomerje az 5α-kolán és az 5β-kolán.

5α-kolán
5β-kolán

## További olvasnivalók
- Cholanes at the US National Library of Medicine Medical Subject Headings (MeSH)
- Bellini A, Mencini E, Quaglio M, Guarneri M, Fini A (1991). „Antimicrobial activity of basic cholane derivatives. X. Synthesis of 3 alpha- and 3 beta-amino-5 beta-cholan-24-oic acids”. Steroids 56 (7), 395–398. o. DOI:10.1016/0039-128X(91)90073-5. PMID 1780957.
- Fini A, Fazio G, Roda A, Bellini A, Mencini E, Guarneri M (1992). „Basic cholane derivatives. XI: Comparison between acid and basic derivatives”. J Pharm Sci 81 (7), 726–730. o. DOI:10.1002/jps.2600810728. PMID 1403713.
- Roda A, Bellini A, Mencini E, Minutello A, Fini A, Guarneri M (1992). „Effect of basic cholane derivatives on intestinal cholic acid metabolism: in vitro and in vivo activity”. J Pharm Sci 81 (3), 237–240. o. DOI:10.1002/jps.2600810310. PMID 1640360.

## Fordítás
Ez a szócikk részben vagy egészben  a   Cholane című angol Wikipédia-szócikk ezen változatának fordításán alapul.  Az eredeti cikk szerkesztőit annak laptörténete sorolja fel. Ez a jelzés csupán a megfogalmazás eredetét és a szerzői jogokat jelzi, nem szolgál a cikkben szereplő információk forrásmegjelöléseként.